# Верховский сельсовет (Верховажский район)
Верховский сельсовет (до 1954 года — Верховский 1-ый сельсовет) — административно-территориальная единица в Верховажском районе Вологодской области Российской Федерации. Административный центр — деревня Сметанино (ранее известная как Сметанинская).

## Название
С 1929 года — Верховский сельский Совет рабочих, крестьянских и красноармейских депутатов.
С 25.12.1939 года — Верховский сельский Совет депутатов трудящихся.
С 07.10.1977 г. — Верховский сельский Совет народных депутатов.

## История
Образован на территории Верховажской волости Вельского уезда Вологодской губернии
на основании постановления ВЦИК 15.07.1929 года в составе Верховажского района Няндомского округа Северного края. По постановлению ВЦИК от 23.06.1930 Няндомский округ был ликвидирован, сельсоветы подчинялись Северному крайисполкому. На основании постановления ВЦИК от 30.07.1931 Верховажский район был ликвидирован, Верховский сельсовет стал относится к Вельскому району Северного края. Постановлением ВЦИК от 25.01.1935 Верховажский район был восстановлен. С образованием Вологодской области 23.09.1937, Верховский сельсовет вошел в Верховажский район Вологодской области.
В 1954 году Верховские сельские Советы № 1 и 2 объединены в Верховский сельсовет
Верховский сельсовет с 1 января 2006 года в соответствии с Федеральным законом № 131 «Об общих принципах организации местного самоуправления в Российской Федерации» вошёл в состав сельского поселения Верховское.

## Состав
| №  | Населённый пункт | Тип населённого пункта          | Население |
| -- | ---------------- | ------------------------------- | --------- |
| 1  | Боровичиха       | деревня                         | 4         |
| 2  | Калинино         | деревня                         | 0         |
| 3  | Киселево         | деревня                         | 42        |
| 4  | Кудринская       | деревня                         | 47        |
| 5  | Макарцево        | посёлок                         | 192       |
| 6  | Мальцевская      | деревня                         | 0         |
| 7  | Матвеевская      | деревня                         | 7         |
| 8  | Моисеевская      | деревня                         | 0         |
| 9  | Мокиевская       | деревня                         | 15        |
| 10 | Основинская      | деревня                         | 15        |
| 11 | Отводница        | деревня                         | 0         |
| 12 | Прилук           | деревня                         | 12        |
| 13 | Родионовская     | деревня                         | 14        |
| 14 | Скулинская       | деревня                         | 4         |
| 15 | Сметанино        | деревня, административный центр | 447       |

В 1940 году в состав Верховского 1-го сельсовета входили 67 населённых пунктов.
| тип НП      | Название               |
| ----------- | ---------------------- |
| хутор       | Александровский        |
| деревня     | Баландинская           |
| деревня     | Бархаты                |
| деревня     | Бахмуровская           |
| хутор       | Ботовицы               |
| хутор       | Бречаловский           |
| хутор       | Васильевский           |
| выселки     | Великое Ржище          |
| деревня     | Вобчужная              |
| хутор       | Гневаковский           |
| хутор       | Грибановский           |
| хутор       | Груздовица             |
| хутор       | Денисково              |
| хутор       | Дмитриевский           |
| хутор       | Дуброва                |
| деревня     | Жуковская (Жуково)     |
| хутор       | Забельский             |
| хутор       | Зарочный               |
| деревня     | Зимницкая (Зимница)    |
| хутор       | Ивановский             |
| деревня     | Калининская            |
| хутор       | Камено-Подольский      |
| хутор       | Коленники              |
| хутор       | Костюнинский           |
| деревня     | Кудринская (Сурмино)   |
| выселки     | Кудринский             |
| хутор       | Кузьминский            |
| деревня     | Кушевская (Кушиха)     |
| хутор       | Лабазный               |
| сторожка    | Лесная сторожка        |
| хутор       | Лихое                  |
| деревня     | Маклоковская           |
| деревня     | Мальцевская            |
| деревня     | Матвеевская (Фомино)   |
| хутор       | Матвеевский 1          |
| хутор       | Матвеевский 2          |
| деревня     | Михайловская           |
| деревня     | Моисеевская (Слободка) |
| деревня     | Моклеевская            |
| лесоучасток | Навороша               |
| хутор       | Никифорово             |
| деревня     | Никифоровская          |
| хутор       | Никольский (Бобылово)  |
| хутор       | Новое село             |
| хутор       | Онашкино               |
| хутор       | Отводницы              |
| хутор       | Павловский 3           |
| хутор       | Песочный               |
| хутор       | Петопавловский         |
| деревня     | Плесовская             |
| хутор       | Подостровный           |
| деревня     | Прилуцкая              |
| деревня     | Родницкая (Родник)     |
| деревня     | Секиринская            |
| деревня     | Семёновская            |
| хутор       | Семёновский            |
| хутор       | Серково                |
| деревня     | Скулинская             |
| деревня     | Сметанинская           |
| завод       | Смолокуренный завод №1 |
| завод       | Смолокуренный завод №2 |
| хутор       | Соболевский            |
| хутор       | Соломатовский          |
| хутор       | Степановский           |
| хутор       | Чалое                  |
| деревня     | Чашевицы               |
| хутор       | Яковлевский            |